# Кущівник західний
Кущівни́к західний (Thamnomanes schistogynus) — вид горобцеподібних птахів родини сорокушових (Thamnophilidae). Мешкає в Амазонії.

## Опис
Довжина птаха становить 13,5–14,5 см, вага 16-18 г. Виду притаманний статевий диморфізм. Самці мають повністю темно-сизувато-сіре забарвлення, за винятком малопомітної білої плями на спині. У самичок верхня частина тіла сизувато-сіра, груди і живіт контрастно яскраво-рудувато-коричневі. Пера на горлі і скронях мають контрастно білі стрижні.

## Підвиди
Виділяють два підвиди:
- T. s. intermedius Carriker, 1935 — центральне Перу (на південь від Амазонки, на схід від Уайяґи, на південь до Хуніна);
- T. s. schistogynus Hellmayr, 1911 — західна Бразилія (на південь від Амазонки в басейні річки Журуа і в нижній течії Пуруса), південний схід Перу (на південь від Хуніна) і північний захід Болівії (захід Пандо, Ла-Пас, Кочабамба).

## Поширення і екологія
Західні кущівники мешкають в Перу, Бразилії і Болівії. Вони живуть в підліску амазонської сельви і варзейських лісів (тропічних лісів у заплавах Амазонки і її притоків), серед ліан і бамбукових заростей. Зустрічаються поодинці або невеликими сімейними зграйками, на висоті до 1200 м над рівнем моря. Часто приєднуються до змішаних зграй птахів, в яких виконують роль вартових. Живляться комахами, зокрема жуками, кониками, сараною, перетинчастокрилими, клопами, метеликами, богомолами, а також павуками, равликами та іншими безхребетними, іноді дрібними ящірками, яких шукають серед рослинності на висоті від 3 до 8 м над землею. Сезон розмноження в Перу триває з червня по листопад. Гніздо чашоподібне, робиться з корінців і сухої трави, встелюється м'яким рослинним матеріалом. В кладці 2 білих Поцяткованих червонуватими або коричневими плямками яйця. І самички, і самці насиджують яйця і доглядають за пташенятами.